# Yunus Sonsırma
Yunus Emre Sonsırma (Scutari, 8 ottobre 1992) è un cestista turco.

## Palmarès
- Campionato turco: 1

Pınar Karşıyaka: 2014-15
- Coppa di Turchia: 1

Pınar Karşıyaka: 2013-14
- Coppa del Presidente: 1

Pınar Karşıyaka: 2014